# Linia U9 metra w Berlinie
Linia U9 metra w Berlinie, U9 – linia metra w Berlinie. Linia ma długość 12,5 km i 18 stacji. 
Przebiega przez następujące dzielnice: Gesundbrunnen, Wedding, Moabit, Hansaviertel, Charlottenburg, Wilmersdorf, Friedenau oraz Steglitz.  